# Буллян, Жозеф-Антуан
Жозе́ф-Антуа́н Булля́н (или Булла́н, фр. Joseph-Antoine Boullan; 18 февраля 1824, Сен-Поркье, департамент Тарн и Гаронна — 4 января 1893, Лион) — французский католический священник, обвинённый в поклонении Сатане и лишённый сана. Так называемое «дело Булляна» вызвало большой резонанс среди парижских оккультистов. Стал прототипом доктора Иоганнеса, одного из персонажей романа Жориса-Карла Гюисманса «Там, внизу».

## Биография
Буллян родился 18 февраля 1824 года в городке Сен-Поркье. Он с отличием окончил духовную семинарию в Монтобане, куда поступил подростком, и был рукоположен в священники 23 сентября 1848 года. После этого он в течение двух лет занимал должность викария прихода Св. Иоанна. В 1851 году Буллян получил степень доктора теологии в Риме, а в 1853 опубликовал перевод книги «Божественная жизнь Святой Девы», написанной Марией Агредской в XVII веке.
В 1854 году Буллян отправился в Париж, где стал простым священником и опубликовал несколько статей в христианских журналах. Примерно в это же время он познакомился с монахиней по имени Адель Шевалье, о которой ходили слухи, будто бы она чудесным образом излечилась от слепоты и обрела способность исцелять других. Буллян стал её духовником, однако вскоре их отношения с Шевалье вышли за рамки религиозного общения, и они вступили в сексуальную связь.
Вдвоём любовники основали организацию под названием «Орден Искупления», получившую одобрение епископа Версальского. Деятельность «ордена» сводилась главным образом к проведению «ритуалов экзорцизма» и «исцелению одержимых монахинь»; в качестве лекарств Буллян использовал припарки и смеси, составленные из обломков освящённых просфор, смешанных с человеческими экскрементами и мочой.
Утверждается также, что он обучал монахинь технике самогипноза, предлагая им представлять, будто они совокупляются с Христом и святыми. Считается, что 8 декабря 1860 года Буллян провёл чёрную мессу, на которой якобы принёс в жертву собственного новорождённого ребёнка от Адель Шевалье; это преступление долгое время сохранялось в тайне.
Вскоре церковным властям начали поступать жалобы на деятельность Булляна. В 1861 году, после короткого расследования, он был признан виновным в мошенничестве и приговорён к заключению. Наказание он отбывал в тюрьме Бон-Нувель в Руане с декабря 1861 года по сентябрь 1864.
В 1869 году Буллян вновь был арестован, на этот раз Инквизицией; он признал себя виновным, изложив некоторые подробности своих действий в так называемой «Розовой тетради», ныне хранящейся в библиотеке Ватикана. Помилованный Инквизицией, он вернулся в Париж на исходе того же года и почти сразу же начал издавать собственный журнал «Анналы святости», в котором продолжил развивать свои основные идеи.
В частности, Буллян утверждал, что некоторые души обречены грешить, чтобы другие могли пребывать в безгрешности, и пропагандировал сексуальную магию. По его словам, «поскольку грехопадение наших прародителей было результатом плотской связи, именно посредством актов любви, совершённых в благочестивом состоянии духа, может и должно быть достигнуто Искупление человеческое». Буллян верил в возможность совокупления с астральными телами архангелов и других сверхъестественных сущностей («спектрофилию»), а также в существование инкубов.
В 1875 году он наконец был лишён священнического сана архиепископом Парижским.
Вскоре после этого Буллян познакомился с Эженом Вентра, главой парахристианской секты, известной как «Церковь Кармеля». 13 августа 1875 года он встретился с Вентра в Брюсселе, 26 октября — в Париже. 7 декабря того же года Вентра умер, после чего Буллян объявил себя его преемником и земным воплощением Иоанна Крестителя. Это привело к расколу внутри секты. Буллян со своими последователями обосновался в Лионе. К своим эротическим ритуалам он допускал не всех сектантов, а только незначительное число «посвящённых».
В 1886 году Булляну нанёс визит Станислас де Гуайта, начинающий оккультист, заинтересовавшийся рассказами о его деятельности. Гуайта был шокирован теми практиками, которые использовались в секте, и по возвращении в Париж инициировал (совместно с Освальдом Виртом, который провёл некоторое время в «Церкви Кармеля», но затем покинул её) «процесс» против Булляна.
В мае 1887 года де Гуайта и его сторонники «приговорили» Булляна к смерти «посредством магических флюидов», тем самым объявив ему «магическую войну». Де Гуайта также обрушился на него с обвинениями в своей книге «Храм Сатаны». Буллян воспринял «магическую войну» всерьёз; убеждённый, что его враги пытаются извести его при помощи чёрной магии, он сам начал проводить ритуалы, направленные на их «уничтожение».
В июле 1891 года лионских сектантов посетил Жорис-Карл Гюисманс, писатель-декадент, интересовавшийся оккультизмом (Берта де Курьер познакомила их с Булляном незадолго до этого). В своих письмах Гюисманс свидетельствовал, что Буллян крайне боялся «магических атак» и регулярно совершал обряды, призванные обратить их против его врагов — в частности, де Гуайты, «чья рука, в которую он обычно вводил морфий, должна была невероятно опухнуть», и Пеладана. В романе «Там, внизу» Гюисманс изобразил Булляна как светлого мага доктора Иоганнеса.
3 января 1893 года Буллян отправил Гюисмансу письмо, в котором утверждал, что ему известно о готовящемся покушении на его жизнь. На следующий день он внезапно умер. 9 января Анри Антуан Жюль-Буа опубликовал статью, где обвинил де Гуайту в его убийстве, после чего получил вызовы на дуэль и от самого де Гуайты, и от Папюса. Позднее Жюль-Буа восторженно отзывался о Булляне в своей работе «Маленькие религии Парижа».
Буллян является одним из персонажей романа Умберто Эко «Пражское кладбище».